# Discografia de Pitty
A discografia de Pitty contém 5 álbuns de estúdio, 6 álbuns ao vivo, 2 EPs e 6 álbuns de vídeo, 65 singles, sendo 32 próprios, 19 participações e 14 promocionais.
Em 2003, lançou seu primeiro álbum, Admirável Chip Novo, alcançando a primeira posição e vendendo mais de 350 mil cópias. O álbum ainda esteve entre os 20 mais vendidos, com singles de sucesso, como "Máscara", "Admirável Chip Novo" e "Teto de Vidro".
Em 2005, lançou seu segundo álbum, Anacrônico, que vendeu em torno de 180 mil cópias. Apesar da má recepção em primeiro momento, o álbum se recuperou e acabou tornando-se um dos mais vendidos daquele ano, de onde foram retirados singles de grande sucesso como "Memórias" e "Na Sua Estante".
Em 2007, lançou seu primeiro álbum ao vivo, (Des)Concerto ao Vivo, de onde foi retirado o single "Pulsos", vendendo ao todo 50 mil cópias.
Em 2009, lançou seu terceiro álbum de estúdio, Chiaroscuro, que vendeu em torno de 50 mil cópias, sendo o quarto mais vendido da semana correspondente.

## Álbuns

### Álbuns de estúdio
| Ano  | Álbum               | Detalhes | Melhores posições | Vendas      |
| Ano  | Álbum               | Detalhes | BRA               | Vendas      |
| ---- | ------------------- | --- | ----------------- | ----------- |
| 2003 | Admirável Chip Novo | - Lançamento: 7 de maio de 2003 - Formatos: CD, LP, K7, download digital - Gravadora: Deckdisc              | —                 | - : 370.000 |
| 2005 | Anacrônico          | - Lançamento: 21 de agosto de 2005 - Formatos: CD, DualDisc, LP, K7, download digital - Gravadora: Deckdisc | —                 | - : 180.000 |
| 2009 | Chiaroscuro         | - Lançamento: 11 de agosto de 2009 - Formatos: CD, LP, K7, download digital - Gravadora: Deckdisc           | 4                 | - : 45.000  |
| 2014 | Setevidas           | - Lançamento: 3 de junho de 2014 - Formatos: CD, LP, K7, download digital - Gravadora: Deckdisc             | 2                 |             |
| 2019 | Matriz              | - Lançamento: 26 de abril de 2019 - Formatos: CD, LP, K7, download digital - Gravadora: Deckdisc            | —                 |             |

### Álbuns de remisturas
| Ano  | Álbum                           | Detalhes                                                                              | Melhores posições | Vendas |
| Ano  | Álbum                           | Detalhes                                                                              | BRA               | Vendas |
| ---- | ------------------------------- | ------------------------------------------------------------------------------------- | ----------------- | ------ |
| 2023 | Espelhos                        | - Lançamento: 16 de junho de 2023 - Formatos: Download digital - Gravadora: Deckdisc  | —                 |        |
| 2023 | Admirável Chip Novo (Re)Ativado | - Lançamento: 6 de outubro de 2023 - Formatos: Download digital - Gravadora: Deckdisc | —                 |        |

### Álbuns ao vivo
| Ano  | Álbum                                                                 | Detalhes                                                                                             | Melhores posições | Vendas      |
| Ano  | Álbum                                                                 | Detalhes                                                                                             | BRA               | Vendas      |
| ---- | --------------------------------------------------------------------- | --- | ----------------- | ----------- |
| 2007 | {Des}Concerto                                                         | - Lançamento: 10 de setembro de 2007 - Formatos: CD, DVD, LP, download digital - Gravadora: Deckdisc | 4                 | - : 80.000  |
| 2011 | A Trupe Delirante no Circo Voador                                     | - Lançamento: 13 de maio de 2011 - Formatos: CD, DVD, LP, download digital - Gravadora: Deckdisc     | 7                 | - : 150.000 |
| 2016 | Turnê Setevidas - Ao Vivo                                             | - Lançamento: 13 de julho de 2016 - Formatos: DVD, download digital - Gravadora: Deckdisc            | —                 |             |
| 2020 | Matriz - Ao Vivo na Bahia                                             | - Lançamento: 4 de dezembro de 2020 - Formatos: DVD, download digital - Gravadora: Deckdisc          | —                 |             |
| 2024 | PITTYNANDO - As Suas, As Minhas e As Nossas: Ao Vivo (com Nando Reis) | - Lançamento: 17 de março de 2024 - Formatos: Download digital - Gravadora: Deckdisc                 | —                 |             |
| 2024 | ACNXX Ao Vivo em Salvador                                             | - Lançamento: 2 de fevereiro de 2024 - Formatos: Download digital - Gravadora: Deckdisc              | —                 |             |

### EPs
| Ano  | Álbum                                                        | Detalhes                                                                                    |
| ---- | ------------------------------------------------------------ | ------------------------------------------------------------------------------------------- |
| 2003 | Lado Z                                                       | - Lançamento: 12 de março de 2003 - Formatos: EP - Gravadora: Independente                  |
| 2007 | Estúdio Coca-Cola: Pitty e Negra Li (com Negra Li)           | - Lançamento: 5 de maio de 2007 - Formatos: Download digital - Gravadora: Universal         |
| 2009 | Me Adora                                                     | - Lançamento: 14 de julho de 2009 - Formatos: EP, download digital - Gravadora: Deckdisc    |
| 2014 | Serpente                                                     | - Lançamento: 29 de setembro de 2014 - Formatos: LP, download digital - Gravadora: Deckdisc |
| 2022 | Casulo                                                       | - Lançamento: 7 de janeiro de 2022 - Formatos: Download digital - Gravadora: Deckdisc       |
| 2022 | PITTYNANDO - As Suas, As Minhas e As Nossas (com Nando Reis) | - Lançamento: 1 de dezembro de 2022 - Formato: Download digital - Gravadora: Deckdisc       |

### Álbuns de vídeo
| Ano  | Álbum                                                                  | Detalhes                                                                                    |
| ---- | ---------------------------------------------------------------------- | ------------------------------------------------------------------------------------------- |
| 2004 | Admirável Vídeo Novo                                                   | - Lançamento: 20 de maio de 2004 - Formato: DVD, download digital - Gravadora: Deckdisc     |
| 2005 | Anacrônico                                                             | - Lançamento: 2005 - Formato: DualDisc - Gravadora: Deckdisc                                |
| 2007 | {Des}Concerto                                                          | - Lançamento: 10 de setembro de 2007 - Formato: DVD, download digital - Gravadora: Deckdisc |
| 2009 | Chiaroscope                                                            | - Lançamento: 21 de outubro de 2009 - Formato: DVD, download digital - Gravadora: Deckdisc  |
| 2011 | A Trupe Delirante no Circo Voador                                      | - Lançamento: 13 de maio de 2011 - Formato: DVD, download digital - Gravadora: Deckdisc     |
| 2015 | Pela Fresta                                                            | - Lançamento: 24 de março de 2015 - Formato: DVD, download digital - Gravadora: Deckdisc    |
| 2016 | Turnê Setevidas - Ao Vivo                                              | - Lançamento: 13 de julho de 2016 - Formato: DVD, download digital - Gravadora: Deckdisc    |
| 2020 | Matriz - Ao Vivo na Bahia                                              | - Lançamento: 4 de dezembro de 2020 - Formato: DVD, download digital - Gravadora: Deckdisc  |
| 2023 | PITTYNANDO - As Suas, As Minhas e As Nossas (Ao Vivo) (com Nando Reis) | - Lançamento: 5 de abril de 2023 - Formato: Download digital - Gravadora: Deckdisc          |
| 2024 | ACNXX Ao Vivo em Salvador                                              | - Lançamento: 2 de fevereiro de 2024 - Formatos: Download digital - Gravadora: Deckdisc     |

## Singles

### Como artista principal
| Título                                 | Ano  | Álbum                             |
| -------------------------------------- | ---- | --------------------------------- |
| "Máscara"                              | 2003 | Admirável Chip Novo               |
| "Admirável Chip Novo"                  | 2003 | Admirável Chip Novo               |
| "Teto de Vidro"                        | 2003 | Admirável Chip Novo               |
| "Equalize"                             | 2004 | Admirável Chip Novo               |
| "Semana que Vem"                       | 2004 | Admirável Chip Novo               |
| "Anacrônico"                           | 2005 | Anacrônico                        |
| "Memórias"                             | 2005 | Anacrônico                        |
| "Déjà Vu"                              | 2006 | Anacrônico                        |
| "Na sua Estante"                       | 2006 | Anacrônico                        |
| "Pulsos"                               | 2007 | {Des}Concerto ao Vivo             |
| "De Você"                              | 2008 | {Des}Concerto ao Vivo             |
| "Me Adora"                             | 2009 | Chiaroscuro                       |
| "Fracasso"                             | 2010 | Chiaroscuro                       |
| "Só Agora"                             | 2010 | Chiaroscuro                       |
| "Comum de Dois"                        | 2011 | A Trupe Delirante no Circo Voador |
| "Se Você Pensa"                        | 2011 | A Trupe Delirante no Circo Voador |
| "Setevidas"                            | 2014 | Setevidas                         |
| "Agora Só Falta Você"                  | 2014 | Malhação Sonhos                   |
| "Serpente"                             | 2014 | Setevidas                         |
| "Um Leão"                              | 2015 | Setevidas                         |
| "Dê um Rolê"                           | 2016 | Turnê Setevidas ao Vivo           |
| "Te Conecta"                           | 2018 | Matriz                            |
| "Noite Inteira" (part. Lazzo Matumbi)  | 2019 | Matriz                            |
| "Ninguém é de Ninguém"                 | 2019 | Matriz                            |
| "Para o Grande Amor"                   | 2019 | Matriz                            |
| "Roda" (part. BaianaSystem)            | 2020 | Matriz                            |
| "Submersa"                             | 2020 | Matriz                            |
| "Na Tela"                              | 2020 | Adicionado à nenhum álbum         |
| "Bahia Blues"                          | 2021 | Matriz                            |
| "Motor"                                | 2021 | Matriz                            |
| "Um Tiro no Coração" (com Nando Reis)  | 2021 | -                                 |
| "Diamante" (part. Drik Barbosa e WEKS) | 2022 | Casulo                            |

### Como artista convidada
| Título                                                           | Ano  | Álbum                                        |
| ---------------------------------------------------------------- | ---- | -------------------------------------------- |
| "Eu Quero Sempre Mais" (Ira! part. Pitty)                        | 2004 | Acústico MTV: Ira!                           |
| "A Nave Interior" (Zé Ramalho part. Pitty)                       | 2007 | Parceria dos Viajantes                       |
| "The Kill" (Portuguese Version) (30 Seconds To Mars part. Pitty) | 2008 | A Beautiful Lie                              |
| "Eu não Quero Crescer" (Luiz Thunderbird part. Pitty)            | 2011 | Adicionado à nenhum álbum                    |
| "Hoje Cedo" (Emicida part. Pitty)                                | 2013 | O Glorioso Retorno de Quem Nunca Esteve Aqui |
| "Mesmo" (Martin e Lira part. Pitty)                              | 2015 | Quando Um Não Quer...                        |
| "O Passageiro" (Capital Inicial part. Pitty)                     | 2022 | Capital Inicial 4.0                          |

### Singlespromocionais
| Título                                                  | Ano  | Álbum                     |
| ------------------------------------------------------- | ---- | ------------------------- |
| "Deus lhe Pague"                                        | 2003 | Lado Z                    |
| "Temporal"                                              | 2004 | Admirável Chip Novo       |
| "I Wanna Be"                                            | 2004 | Admirável Chip Novo       |
| "Brinquedo Torto"                                       | 2005 | Anacrônico                |
| "Trapézio"                                              | 2009 | Chiaroscope               |
| "Sob o Sol"                                             | 2010 | Chiaroscope               |
| "Abra a Felicidade" (com Di Ferrero e MV Bill)          | 2010 | Adicionado à nenhum álbum |
| "Na Pele" (com Elza Soares)                             | 2017 | Adicionado à nenhum álbum |
| "Isso É pra Mim" (com Daniela Mercury e Gaby Amarantos) | 2017 | Adicionado à nenhum álbum |
| "Contramão" (part. Tássia Reis e Emmily Barreto)        | 2018 | Adicionado à nenhum álbum |
| "Tempo de Brincar"                                      | 2021 | Adicionado à nenhum álbum |

## Outras aparições
| Título                           | Ano  | Outros artistas                           | Álbum                             |
| -------------------------------- | ---- | ----------------------------------------- | --------------------------------- |
| "O PM e a TV"                    | 1999 | D.F.C.                                    | Sob o Signo de Satã               |
| "Suas Armas"                     | 2004 | —                                         | Meu Tio Matou um Cara             |
| "O Lobo"                         | 2004 | —                                         | Metamorphoses                     |
| "Esse Tal de Rock Enrow"         | 2004 | Rita Lee                                  | MTV ao Vivo                       |
| "Edmundo (In The Mood)"          | 2007 | Marcelo D2                                | Cidade do Samba                   |
| "A Nave Interior"                | 2007 | Zé Ramalho                                | Parceria dos Viajantes            |
| "Lágrimas Pretas"                | 2008 | 3 na Massa                                | Na Confraria das Sedutoras        |
| "Nós Vamos Invadir sua Praia"    | 2009 | —                                         | Três Irmãs                        |
| "Tendo a Lua"                    | 2010 | Os Paralamas do Sucesso                   | Os Paralamas do Sucesso - Ao Vivo |
| "Muita Calma Nessa Hora"         | 2010 | —                                         | Muita Calma Nessa Hora            |
| "Cálice"                         | 2011 | —                                         | Amor e Revolução                  |
| "As Curvas da Estrada de Santos" | 2012 | Samuel Rosa, Tony Belloto e Marcelo Bonfá | Toyota Etios                      |
| "A Mulher de Roxo"               | 2012 | Cascadura                                 | Aleluia                           |
| "Eu Tenho Fé"                    | 2012 | —                                         | Jardim Atlântico                  |
| "130 Anos"                       | 2013 | —                                         | Sangue Bom                        |
| "Tiro ao Álvaro"                 | 2013 | —                                         | Dona Xepa                         |
| "A Massa"                        | 2014 | —                                         | Plano Alto                        |
| "Pequena Morte"                  | 2015 | —                                         | Verdades Secretas                 |
| "Azul de Presunto"               | 2016 | Nando Reis                                | Jardim-Pomar                      |
| "Delírios de Um Anormal"         | 2016 | Defalla                                   | Monstro                           |
| "Hoje Cedo 2.0"                  | 2017 | Emicida                                   | 10 Anos de Triunfo                |
| "Bugados"                        | 2019 | —                                         | Bugados                           |
| "Questão de Ordem"               | 2020 | —                                         | Amor e Sorte                      |

## Videoclipes
| Ano  | Título                 | Diretor                                       |
| ---- | ---------------------- | --------------------------------------------- |
| 2003 | "Máscara"              | Maurício Eça                                  |
| 2003 | "Admirável Chip Novo"  | Maurício Eça                                  |
| 2003 | "Teto de Vidro"        | Maurício Eça                                  |
| 2004 | "Equalize"             | Caíto e Doca                                  |
| 2004 | "Semana que Vem"       | Maurício Eça, Sérgio Mastrocola e Pablo Nobel |
| 2004 | "I Wanna Be"           | Maurício Eça e Ricardo Spencer                |
| 2005 | "Anacrônico"           | Daniel Og                                     |
| 2005 | "Memórias"             | Ricardo Spencer e Alexandre Guena             |
| 2006 | "Déjà Vu"              | Ricardo Spencer                               |
| 2006 | "Na sua Estante"       | Sérgio Filho e Thalita Galvani                |
| 2007 | "De Você"              | André Moraes                                  |
| 2009 | "Me Adora"             | Ricardo Spencer                               |
| 2009 | "Trapézio"             | Ricardo Spencer                               |
| 2010 | "Fracasso"             | Oscar Roodrigues Alves e Paulo Vainer         |
| 2010 | "Só Agora"             | Ricardo Spencer                               |
| 2011 | "Comum de Dois"        | Ricardo Spencer                               |
| 2011 | "Se Você Pensa"        | Ricardo Spencer                               |
| 2014 | "Setevidas"            | Raul Machado                                  |
| 2014 | "Serpente"             | Charly Coombes                                |
| 2015 | "Um Leão"              | Raul Machado                                  |
| 2016 | "Dê um Rolê"           | Otavio Sousa                                  |
| 2017 | "Isso É Pra Mim"       | Carol Matos                                   |
| 2017 | "Na Pele"              | Daniel Ferro                                  |
| 2018 | "Contramão"            | Judith Belfer                                 |
| 2018 | "Te Conecta"           | Cisco Vasques                                 |
| 2019 | "Noite Inteira"        | Carlos Pedreañez                              |
| 2019 | "Ninguém é de Ninguém" | Fernando Mencocini                            |
| 2020 | "Roda"                 | Daniel Ferro                                  |
| 2020 | "Submersa"             | Otávio Sousa                                  |
| 2020 | "Motor"                | Pitty                                         |
| 2020 | "Bahia Blues"          | Otávio Sousa                                  |
| 2020 | "Na Tela"              | Fernando Mencocini                            |
| 2021 | "Tempo de Brincar"     | Fabrizio Martinelli                           |
| 2022 | "Diamante"             | Kenny Kanashiro                               |